# بي. إس. دايا ساغار
بي. إس. دايا ساغار (بالإنجليزية: B. S. Daya Sagar)‏ هو رياضياتي سنغافوري، ولد في 1967.

## وصلات خارجية
- الموقع الرسمي